# 斉藤忠利
斉藤 忠利（さいとう ただとし、1930年11月10日 - 2003年7月21日）は、日本のアメリカ文学者、翻訳家。

## 略歴
千葉県四街道町（現在の四街道市）出身。旧制千葉県立佐倉中学校（現在の千葉県立佐倉高等学校）、東京大学文学部を経て東京大学大学院を修了。一橋大学教授、日本女子大学教授を経て一橋大学名誉教授。一橋大学探検部初代顧問。
2003年7月22日、72歳で急性呼吸不全のため死去。

## 主な著書
- 『日米映像文学は戦争をどう見たか』（日本優良図書出版会(金星堂)） 2002　ISBN 4764708892
- 『緋文字の断層』（開文社出版） 2001　ISBN 4875719671
- 『High Road to English 2』（共著、三省堂）
- 『サニーズブルース』（朝日出版社） 1995　ISBN 4255152020

## 翻訳
- 『驚異の野原』（ラングストン・ヒューズ、国文社）1977　：詩集
- 『ルーシィの哀しみ』（フィップス・ロス、進英社） 1977
- 『アフリカのキリスト教 - ひとつの解釈の試み』（エイドリアン・ヘイスティングズ、教文社） 1988
- 『黒人街のシェイクスピア』（ラングストン・ヒューズ、国文社）1993　ISBN 4772001220　：詩集
- 『夢の番人』（ラングストン・ヒューズ、国文社）1994　ISBN 4772003924　：詩集
- 『晴着を質屋に』（ラングストン・ヒューズ、国文社）1997　ISBN 4772004300　：詩集
- 『色』（カウンティ・カレン、国文社）1998　ISBN 4772004548　：詩集
- 『本町通り キャロル・ケニコットの物語』上（シンクレア・ルイス、岩波書店、岩波文庫） 2003　ISBN 4003231910
- 『本町通り』中（シンクレア・ルイス、岩波書店、岩波文庫） 2003　ISBN 4003231929
- 『本町通り』下（シンクレア・ルイス、岩波書店、岩波文庫） 2003　ISBN 4003231937
- 『ニグロの町』（国文社）